# إليسا مونتيسوري
إليسا مونتيسوري (بالإيطالية: Elisa Montessori)‏ هي رسامة إيطالية، ولدت في 1931 في جنوة في إيطاليا.